# Dirka po Španiji 1997
Dirka po Španiji 1997 (špansko Vuelta a España 1997) je 52. izvedba dirke po Španiji, tritedenske moške cestne kolesarske etapne dirke. Začela se je 6. septembra v Lizboni in končala 27. septembra v Madridu. Sodelovalo je 198 kolesarjev iz 22-ih ekip. Rumeno majico je drugič osvojil Alex Zülle (ONCE), drugo mesto Fernando Escartín (Kelme–Costa Blanca), tretje pa Laurent Dufaux (Festina–Lotus). Rožnato majico je osvojil Laurent Jalabert (ONCE), belo majico je osvojil José María Jiménez (Banesto), modro majico pa Mauro Radaelli (Brescialat–Oyster).

## Ekipe
1. razred
- Asics–CGA
- Banesto
- Casino
- Cofidis
- GAN
- Kelme–Costa Blanca
- Festina–Lotus
- Mapei–GB
- Rabobank
- Refin–Mobilvetta
- TVM–Farm Frites
- Saeco
- Scrigno–Gaerne
- ONCE
- Estepona en Marcha–Cafés Toscaf
- US Postal

2. razred
- Aki–Safi
- Brescialat–Oyster
- Cantina Tollo–Carrier
- Equipo Euskadi
- Maia–CIN
- Telecom-Flavia

## Etape
| Etapa | Datum         | Štart/Cilj                               | Razdalja | Tip     | Tip                  | Zmagovalec                       | Vodilni                |
| ----- | ------------- | ---------------------------------------- | -------- | ------- | -------------------- | -------------------------------- | ---------------------- |
| 1     | 6. september  | Lizbona – Estoril                        | 155 km   |         |                      | Lars Michaelsen (DEN)            | Lars Michaelsen (DEN)  |
| 2     | 7. september  | Évora – Vilamoura                        | 225 km   |         |                      | Marcel Wüst (GER)                | Lars Michaelsen (DEN)  |
| 3     | 8. september  | Loulé – Huelva                           | 173 km   |         |                      | Marcel Wüst (GER)                | Lars Michaelsen (DEN)  |
| 4     | 9. september  | Huelva – Jerez de la Frontera            | 192 km   |         |                      | Eleuterio Anguita (ESP)          | Fabrizio Guidi (ITA)   |
| 5     | 10. september | Jerez de la Frontera – Málaga            | 230 km   |         |                      | Marcel Wüst (GER)                | Lars Michaelsen (DEN)  |
| 6     | 11. september | Málaga – Granada                         | 147 km   |         | gorska etapa         | Laurent Jalabert (FRA)           | Laurent Jalabert (FRA) |
| 7     | 12. september | Guadix – Sierra Nevada                   | 219 km   |         | gorska etapa         | Yvon Ledanois (FRA)              | Laurent Dufaux (SUI)   |
| 8     | 13. september | Granada – Córdoba                        | 176 km   |         |                      | Bart Voskamp (NED)               | Laurent Dufaux (SUI)   |
| 9     | 14. september | Córdoba                                  | 35 km    |         | posamični kronometer | Melcior Mauri (ESP)              | Alex Zülle (SUI)       |
| 10    | 15. september | Córdoba – Almendralejo                   | 224 km   |         |                      | Mariano Piccoli (ITA)            | Alex Zülle (SUI)       |
| 11    | 16. september | Almendralejo – Plasencia                 | 194 km   |         |                      | Ján Svorada (CZE)                | Alex Zülle (SUI)       |
| 12    | 17. september | León – Estación de esquí de El Morredero | 147 km   |         | gorska etapa         | Roberto Heras (ESP)              | Alex Zülle (SUI)       |
| 13    | 18. september | Ponferrada – Valgrande-Pajares           | 196 km   |         | gorska etapa         | Pavel Tonkov (RUS)               | Alex Zülle (SUI)       |
| 14    | 19. september | Oviedo – Alto del Naranco                | 169 km   |         | gorska etapa         | José Vicente García Acosta (ESP) | Alex Zülle (SUI)       |
| 15    | 20. september | Oviedo – Lagos de Covadonga              | 160 km   |         | gorska etapa         | Pavel Tonkov (RUS)               | Alex Zülle (SUI)       |
| 16    | 21. september | Cangas de Onís – Santander               | 170 km   |         |                      | Ján Svorada (CZE)                | Alex Zülle (SUI)       |
| 17    | 22. september | Santander – Burgos                       | 183 km   |         |                      | Ján Svorada (CZE)                | Alex Zülle (SUI)       |
| 18    | 23. september | Burgos – Valladolid                      | 184 km   |         |                      | Léon van Bon (NED)               | Alex Zülle (SUI)       |
| 19    | 24. september | Valladolid – Los Ángeles de San Rafael   | 193 km   |         | gorska etapa         | José María Jiménez (ESP)         | Alex Zülle (SUI)       |
| 20    | 25. september | Los Ángeles de San Rafael – Ávila        | 199 km   |         | gorska etapa         | Laurent Jalabert (FRA)           | Alex Zülle (SUI)       |
| 21    | 26. september | Alcobendas                               | 43 km    |         | posamični kronometer | Alex Zülle (SUI)                 | Alex Zülle (SUI)       |
| 22    | 27. september | Madrid                                   | 154 km   |         |                      | Max van Heeswijk (NED)           | Alex Zülle (SUI)       |
|       | Skupaj        | Skupaj                                   | 3773 km  | 3773 km | 3773 km              | 3773 km                          | 3773 km                |

## Končna razvrstitev
| Legenda | Legenda                                    | Legenda | Legenda                          |
| ------- | ------------------------------------------ | ------- | -------------------------------- |
|         | Predstavlja vodilnega v skupnem seštevku   |         | Predstavlja vodilnega po točkah  |
|         | Predstavlja vodilnega v gorski razvrstitvi |         | Predstavlja vodilnega v šprintih |

### Rumena majica
| Poz. | Kolesar                         | Ekipa                           | Čas         |
| ---- | ------------------------------- | ------------------------------- | ----------- |
| 1    | Alex Zülle                      | ONCE                            | 91h 15' 55s |
| 2    | Fernando Escartín               | Kelme–Costa Blanca              | + 5' 07s    |
| 3    | Laurent Dufaux                  | Festina–Lotus                   | + 6' 11s    |
| 4    | Enrico Zaina                    | Asics–CGA                       | + 7' 24s    |
| 5    | Roberto Heras                   | Kelme–Costa Blanca              | + 8' 04s    |
| 6    | Daniel Clavero                  | Estepona en Marcha–Cafés Toscaf | + 10' 02s   |
| 7    | Laurent Jalabert                | ONCE                            | + 10' 03s   |
| 8    | Marcos Serrano                  | Kelme–Costa Blanca              | + 10' 40s   |
| 9    | Gianni Faresin                  | Mapei–GB                        | + 13' 53s   |
| 10   | Yvon Ledanois                   | GAN                             | + 15' 40s   |
| 11   | Claudio Chiappucci              | Asics–CGA                       |             |
| 12   | Philippe Bordenave              | Casino                          |             |
| 13   | Felix Garcia                    | Festina–Lotus                   |             |
| 14   | José Ramón Uriarte              | Banesto                         |             |
| 15   | Carlos Alberto Contreras        | Kelme–Costa Blanca              |             |
| 16   | Marco Serpellini                | Brescialat–Oyster               |             |
| 17   | Paolo Lanfranchi                | Mapei–GB                        |             |
| 18   | Juan Carlos Domínguez Domínguez | Kelme–Costa Blanca              |             |
| 19   | Laurent Brochard                | Festina–Lotus                   |             |
| 20   | Rodolfo Massi                   | Festina–Lotus                   |             |
| 21   | José María Jiménez              | Banesto                         |             |
| 22   | Melcior Mauri                   | ONCE                            |             |
| 23   | Francisque Teyssier             | GAN                             |             |
| 24   | Sergej Ivanov                   | TVM–Farm Frites                 |             |
| 25   | Fabian Jeker                    | Festina–Lotus                   |             |